# Arthur Miller
Arthur Asher Miller, född 17 oktober 1915 i Brooklyn i New York, död 10 februari 2005 i Roxbury, Connecticut, var en amerikansk författare och dramatiker.

## Biografi
Miller var son till Isidore Miller, en handelsman som ruinerades under Wall Street-kraschen. Han utbildade sig till journalist vid University of Michigan. Efter att han 1944 gjort fiasko med en pjäs på en Broadwayteater hade han tre år senare en stor framgång med Alla mina söner som fick teaterkritikernas pris i New York.
Arthur Miller gifte sig med Marilyn Monroe 29 juni 1956 (de skildes 1961). Tillsammans med tredje hustrun fotografen Inge Morath fick han två barn, däribland regissören och manusförfattaren Rebecca Miller.

### Författarskap
Miller är mest ryktbar för sin dramatik, i synnerhet pjäsen En handelsresandes död, en tragedi om en individuell människa och ett angrepp på det konkurrenssamhälle där denne går under.
Häxkitteln (1953) är ett drama om åsiktsförföljelse och motståndsvilja där den till historisk tid förlagda handlingen utgör en parallell till de av McCarthy inspirerade förhören på 1950-talet.
Utsikt från en bro (1955) är en tragedi i klassisk-grekisk efterföljd. Den starkt självbiografiskt präglade Efter syndafallet, som bland annat berör Millers äktenskap med Marilyn Monroe, varierar det i Millers pjäser ofta förekommande skuldproblemet, vilket man även möter i Episod i Vichy (1964) och Priset (1968).  
Han har även skrivit manus till film. Han skrev bland annat filmmanuset till Monroes sista film De missanpassade (1961).
Många av Millers verk, och inlägg i samhällsdebatten, är vänsterorienterade.

## Utmärkelser
Asteroiden 3769 Arthurmiller är uppkallad efter honom.

## Verk i urval
Pjäser
- All my sons (1947)
  - Alla mina söner (otryckt översättning av okänd, 1947)
  - Alla mina söner (otryckt översättning av Thomas Kinding och Björn Melander för Kungliga Dramatiska teatern 1997)
  - Alla mina söner (otryckt översättning av Sven Barthel, reviderad av Carl Kjellgren 2004, sattes upp av Stockholms stadsteater 2006)
- Death of a salesman (1949)
  - En handelsresandes död (översättning Sven Barthel, Bonnier, 1949)
  - En handelsresandes död (översättning Sven Barthel, radioversion av Herbert Grevenius, Radiotjänst, 1950)
  - En handelsresandes död (otryckt översättning av Jacob Hirdwall för Dramaten 2010)
- A memory of two Mondays (1950)
  - Minne av två måndagar (otryckt översättning av Birgitta Hammar för Riksteatern 1965)
- The crucible (1953)
  - Häxjakt (översättning Britt G. Hallqvist, radioarrangemang av Nils Beyer, Radiotjänst, 1955)
- A view from the bridge (1955)
  - Utsikt från en bro (otryckt översättning av Birgitta Hammar för Dramaten 1958)
  - Utsikt från en bro (otryckt översättning av Birgitta Hammar, reviderad av Berit Anmar för Riksteatern 1989)
  - Utsikt från en bro (otryckt översättning av Einar Heckscher för Uppsala stadsteater 2011)
- After the fall (pjäs, 1964)
  - Efter syndafallet (översättning Sven Barthel, Aldus/Bonnier, 1964)
- Incident at Vichy (1964)
  - Episod i Vichy (otryckt översättning av okänd, 1964)
- The price (1968)
  - Priset (otryckt översättning av Sven Barthel för Vasateatern 1968)

Övrigt
- Focus (roman, 1945)
  - Focus (översättning Esse Törnell, Bonnier, 1953)
- The misfits (roman, 1960)
  - De missanpassade (översättning Torsten Blomkvist, Bonnier, 1961)
- Timebends (1987)
  - Tidskurvor: ett liv (översättning Ingvar Skogsberg, Norstedt, 1988)
- Plain girl (roman, 1992)
  - En alldaglig flicka (översättning Hans-Jacob Nilsson, Norstedt, 1997)